# Cramant
Cramant é uma comuna francesa na região administrativa do Grande Leste, no departamento de Marne. Estende-se por uma área de 5.37 km², e possui 887 habitantes, segundo o censo de 2018, com uma densidade de 170 hab/km².